# Fußball-Europameisterschaft 1964/Endrunde
Dieser Artikel umfasst die Spiele der Endrunde der Fußball-Europameisterschaft 1964 mit allen statistischen Details:

## Halbfinale

### Spanien – Ungarn 2:1 n.V. (1:1, 1:0)
| Spanien                                                                    | Spanien | Ungarn | Ungarn |
| -------------------------------------------------------------------------- | --- | --- | ------ |
| Spanien                                                                    | \| Mittwoch, 17. Juni 1964 um 20:00 Uhr in Madrid (Estadio Santiago Bernabéu) \| \| Zuschauer: 34.713 \| \| Schiedsrichter: Arthur Blavier ( Belgien) \|                                              | \| Mittwoch, 17. Juni 1964 um 20:00 Uhr in Madrid (Estadio Santiago Bernabéu) \| \| Zuschauer: 34.713 \| \| Schiedsrichter: Arthur Blavier ( Belgien) \|                                       | Ungarn |
| Spanien                                                                    | José Ángel Iribar – Feliciano Rivilla, Ferran Olivella – Isacio Calleja, Ignacio Zoco, Josep Fusté – Amancio, Jesús María Pereda, Marcelino, Luis Suárez, Carlos Lapetra Cheftrainer: José Villalonga | Antal Szentmihályi – Sándor Mátrai, László Sárosi – Kálmán Mészöly, István Nagy, Ferenc Sipos – Ferenc Bene, Imre Komora, Flórián Albert, Lajos Tichy, Máté Fenyvesi Cheftrainer: Lajos Baróti | Ungarn |
| Spanien                                                                    | 1:0 Jesús María Pereda (35.) 2:1 Amancio (112.) | 1:1 Ferenc Bene (84.) | Ungarn |
| Mittwoch, 17. Juni 1964 um 20:00 Uhr in Madrid (Estadio Santiago Bernabéu) | | |        |
| Zuschauer: 34.713                                                          | | |        |
| Schiedsrichter: Arthur Blavier ( Belgien)                                  | | |        |

### Dänemark – Sowjetunion 0:3 (0:2)
| Dänemark                                                     | Dänemark | Sowjetunion | Sowjetunion |
| ------------------------------------------------------------ | --- | --- | ----------- |
| Dänemark                                                     | \| Mittwoch, 17. Juni 1964 um 22:30 Uhr in Barcelona (Camp Nou) \| \| Zuschauer: 38.556 \| \| Schiedsrichter: Concetto Lo Bello ( Italien) \|                                                  | \| Mittwoch, 17. Juni 1964 um 22:30 Uhr in Barcelona (Camp Nou) \| \| Zuschauer: 38.556 \| \| Schiedsrichter: Concetto Lo Bello ( Italien) \|                                                                                        | Sowjetunion |
| Dänemark                                                     | Leif Nielsen – Jens Jørgen Hansen, Kaj Hansen – Bent Hansen, Birger Larsen, Erling Nielsen – Carl Bertelsen, Ole Sørensen, Ole Madsen, Kjeld Thorst, John Danielsen Cheftrainer: Poul Petersen | Lew Jaschin – Wiktor Schustikow, Albert Schesternjow, Eduard Mudrik, Wiktor Anitschkin – Waleri Woronin, Gennadi Gusarow – Igor Tschislenko, Wiktor Ponedelnik, Walentin Iwanow, Galimsjan Chussainow Cheftrainer: Konstantin Beskow | Sowjetunion |
| Dänemark                                                     | 0:1 Waleri Woronin (19.) 0:2 Wiktor Ponedelnik (40.) 0:3 Walentin Iwanow (87.) | | Sowjetunion |
| Mittwoch, 17. Juni 1964 um 22:30 Uhr in Barcelona (Camp Nou) | | |             |
| Zuschauer: 38.556                                            | | |             |
| Schiedsrichter: Concetto Lo Bello ( Italien)                 | | |             |

## Spiel um Platz 3

### Ungarn – Dänemark 3:1 n.V (1:1, 1:0)
| Ungarn                                                      | Ungarn | Dänemark | Dänemark |
| ----------------------------------------------------------- | --- | --- | -------- |
| Ungarn                                                      | \| Samstag, 20. Juni 1964 um 20:00 Uhr in Barcelona (Camp Nou) \| \| Zuschauer: 3.869 \| \| Schiedsrichter: Daniel Mellet ( Schweiz) \|                                                         | \| Samstag, 20. Juni 1964 um 20:00 Uhr in Barcelona (Camp Nou) \| \| Zuschauer: 3.869 \| \| Schiedsrichter: Daniel Mellet ( Schweiz) \|                                                 | Dänemark |
| Ungarn                                                      | Antal Szentmihályi – Dezső Novák, Kálmán Mészöly – Kálmán Ihász, Ernő Solymosi, Ferenc Sipos – János Farkas, Zoltán Varga, Ferenc Bene, Flórián Albert, Máté Fenyvesi Cheftrainer: Lajos Baróti | Leif Nielsen – Bent Wolmar, Kaj Hansen – Bent Hansen, Birger Larsen, Erling Nielsen – Carl Bertelsen, Ole Sørensen, Ole Madsen, Kjeld Thorst, John Danielsen Cheftrainer: Poul Petersen | Dänemark |
| Ungarn                                                      | 1:0 Ferenc Bene (11.) 2:1 Dezső Novák (107., Elfm.) 3:1 Dezső Novák (110.) | 1:1 Carl Bertelsen (82.) | Dänemark |
| Samstag, 20. Juni 1964 um 20:00 Uhr in Barcelona (Camp Nou) | | |          |
| Zuschauer: 3.869                                            | | |          |
| Schiedsrichter: Daniel Mellet ( Schweiz)                    | | |          |

## Finale

### Spanien – Sowjetunion 2:1 (1:1)
| Spanien                                                                   | Spanien | Sowjetunion | Sowjetunion |
| ------------------------------------------------------------------------- | --- | --- | ----------- |
| Spanien                                                                   | \| Sonntag, 21. Juni 1964 um 18:30 Uhr in Madrid (Estadio Santiago Bernabéu) \| \| Zuschauer: 79.115 \| \| Schiedsrichter: Arthur Holland ( England) \|                                               | \| Sonntag, 21. Juni 1964 um 18:30 Uhr in Madrid (Estadio Santiago Bernabéu) \| \| Zuschauer: 79.115 \| \| Schiedsrichter: Arthur Holland ( England) \|                                                                               | Sowjetunion |
| Spanien                                                                   | José Ángel Iribar – Feliciano Rivilla, Ferran Olivella – Isacio Calleja, Ignacio Zoco, Josep Fusté – Amancio, Jesús María Pereda, Marcelino, Luis Suárez, Carlos Lapetra Cheftrainer: José Villalonga | Lew Jaschin – Wiktor Schustikow, Albert Schesternjow, Eduard Mudrik, Wiktor Anitschkin – Waleri Woronin, Alexei Kornejew – Igor Tschislenko, Wiktor Ponedelnik, Walentin Iwanow , Galimsjan Chussainow Cheftrainer: Konstantin Beskow | Sowjetunion |
| Spanien                                                                   | 1:0 Jesús María Pereda (6.) 2:1 Marcelino (84.) | 1:1 Galimsjan Chussainow (8.) | Sowjetunion |
| Sonntag, 21. Juni 1964 um 18:30 Uhr in Madrid (Estadio Santiago Bernabéu) | | |             |
| Zuschauer: 79.115                                                         | | |             |
| Schiedsrichter: Arthur Holland ( England)                                 | | |             |